# Rhamphadoretus nigriceps
Rhamphadoretus nigriceps är en skalbaggsart som beskrevs av Ohaus 1938. Rhamphadoretus nigriceps ingår i släktet Rhamphadoretus och familjen Rutelidae. Inga underarter finns listade i Catalogue of Life.